# Pherusa monroi
Pherusa monroi är en ringmaskart som först beskrevs av Francis Day 1957.  Pherusa monroi ingår i släktet Pherusa och familjen Flabelligeridae. Inga underarter finns listade i Catalogue of Life.